# Nothoscordum montevidense
Nothoscordum montevidense är en amaryllisväxtart som beskrevs av Gustave Beauverd. Nothoscordum montevidense ingår i släktet vaniljlökar, och familjen amaryllisväxter.

## Underarter
Arten delas in i följande underarter:
- N. m. latitepalum
- N. m. minarum
- N. m. montevidense